# 朝鲜战争空战

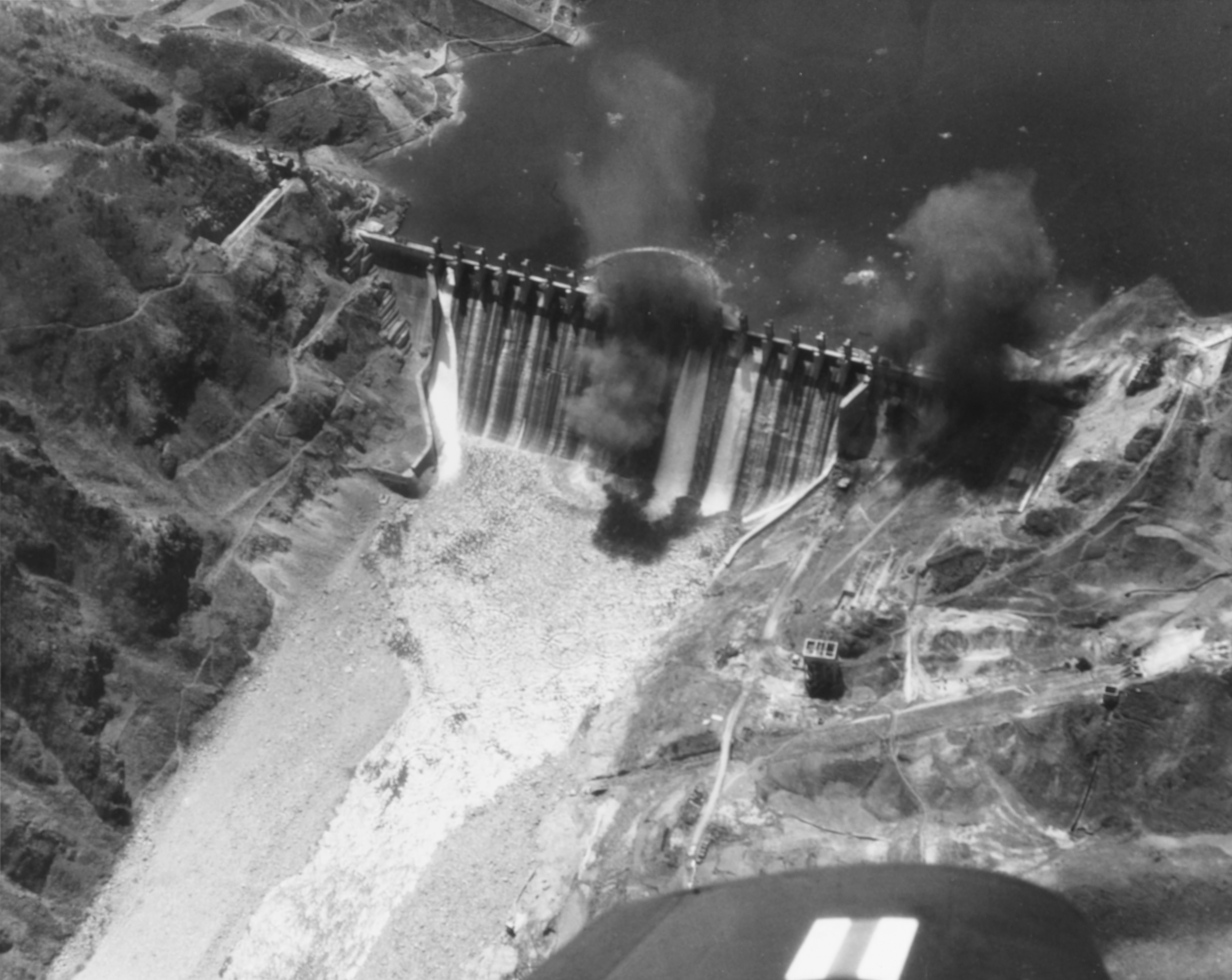
1951年5月（第五次战役期間），聯軍以魚雷攻擊位於北朝鮮的華川水壩

朝鲜战争空战，是指在1950年6月25日至1953年7月27日，发生于朝鲜半岛的朝鲜战争空战相关战争，包括空对空、空对地及地对空战争。

## 聯軍在遠東的空中兵力
聯軍在戰爭爆發時主要的空中武力是遠東空軍（Far East Air Force，FEAE），直屬於遠東司令部（C-in-C Far East，CINCFE）。遠東空軍的司令官是喬治·史崔特梅爾，麾下最大的單位是第五航空隊，下屬單位包括第8戰鬥轟炸機大隊，第35戰鬥機攔截聯隊，第339全天候戰鬥機中隊，第8戰術偵查中隊，第48戰鬥轟炸機大隊，第51戰鬥機攔截聯隊，第4全天候戰鬥機中隊，第31照相偵查中隊，第3轟炸機聯隊，第19轟炸機聯隊，此外還有一些運輸機部隊。

## 空對地作戰

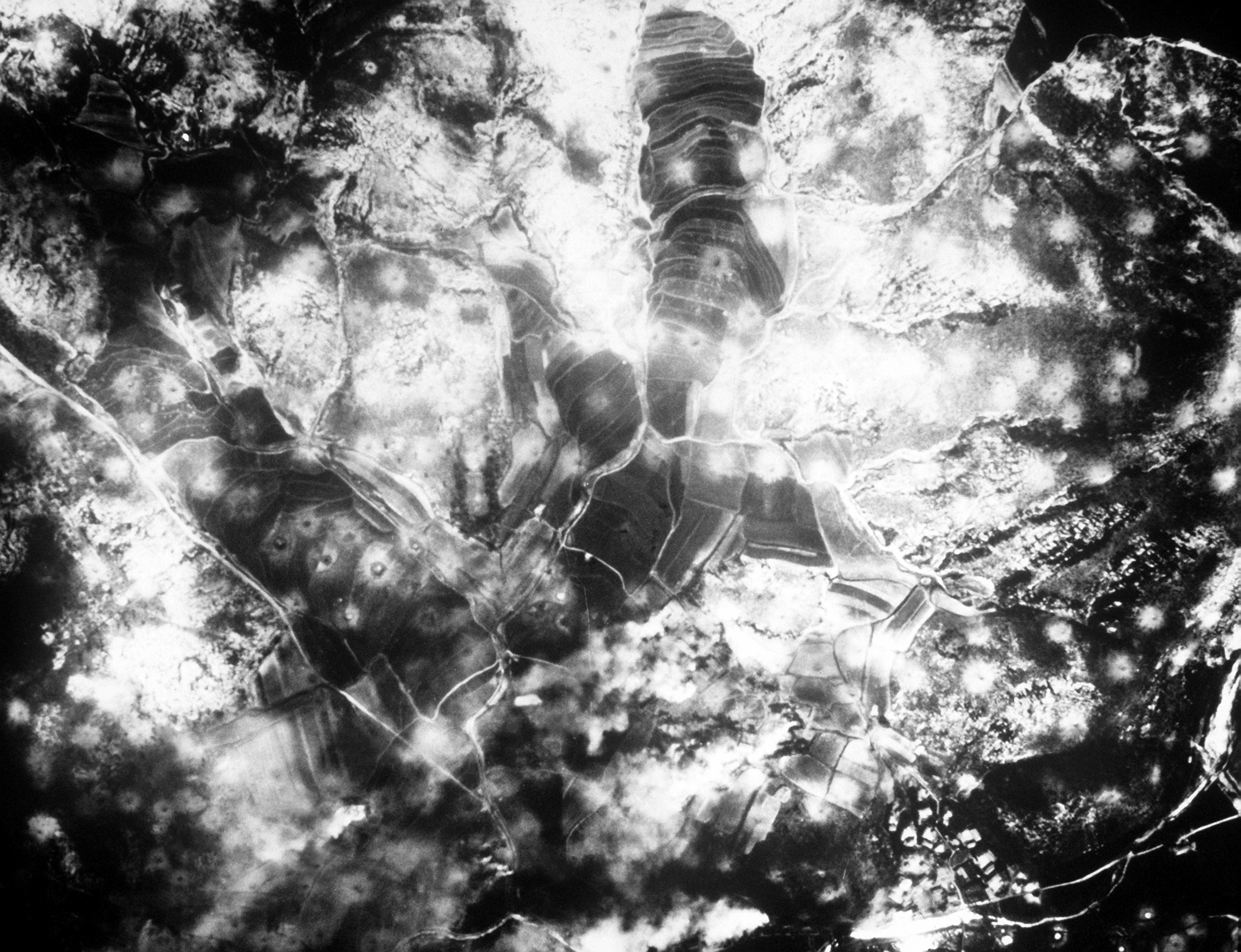
1950年8月16日美國空軍於慶尚北道實施的倭館地毯式轟炸

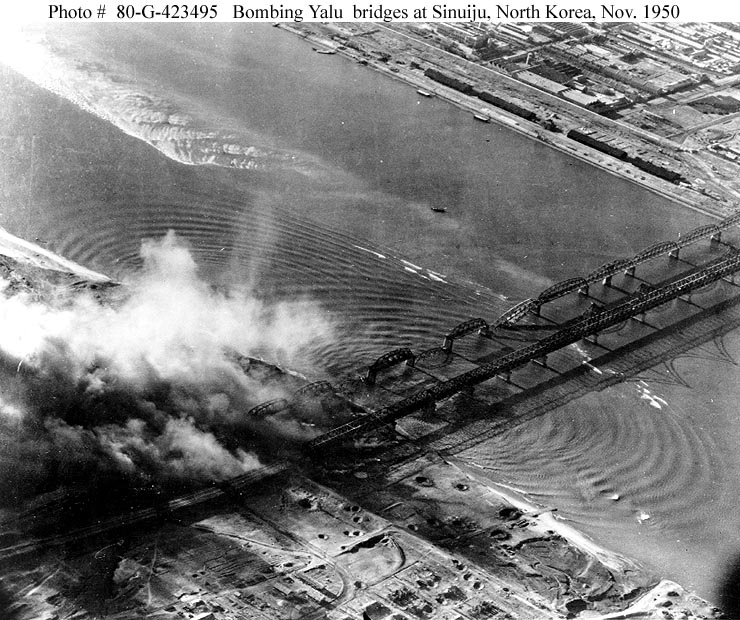
1950年11月聯軍轟炸位於新義州附近，鴨綠江上的橋樑，企圖切斷來自中國的軍隊和物資的流動

由於蘇聯空軍受到的命令以保護機場為主要作戰原則，除了朝鮮人民軍空軍在开战初期的行動以外，戰爭期間絕大多數的對地作戰（包括密接支援，戰場阻絕與戰術轟炸）是由聯軍所發動與擔任。

### 開戰初期
朝鮮人民軍空軍兩架Yak-9戰鬥機在當地時間下午3點左右，以機槍掃射漢城附近的金浦機場，摧毀一處燃料庫，擊傷一架C-54運輸機與控制塔台。同一時間另有4架戰鬥機攻擊漢城，擊傷7架大韓民國空軍的教練機。當地時間下午7點左右，第二波機群對該機場再度發動攻擊，將稍早擊傷的C-54運輸機徹底摧毀。
6月25日美國總統杜魯門同意遠東空軍開始動用空軍與海軍航空隊對抗朝鮮部隊。遠東空軍麾下的第五航空隊司令厄爾·帕特里奇同意在6月27日開始轟炸朝鮮人民軍的目標，但是6架B-26轟炸機被轉移去掩護自仁川緊急撤退美國僑民的一艘船，其他的轟炸機受到天候影響，只能轟炸朝方的裝甲和運輸車輛。隔天12架B-26發動自开战以來的第一次戰場阻絕任務：目標是靠近38度線，位於汶山的一處鐵路轉運站。
6月27日，金浦機場上撤退美國僑民的運輸機受到人民軍空軍再度攻擊，同時剛自美國返回日本的遠東空軍司令喬治·史崔特梅爾授權第五航空隊對人民軍的機場發動攻擊，以瓦解其的威脅。29日，遠東地區美軍最高指揮官麥克阿瑟正式批准對38度線以北的機場攻擊。當天有18架B-26對平壤附近的機場投擲炸彈，並且宣稱摧毀地面數架與在空中擊落一架飛機。
美國海軍的與英國皇家海軍的凱旋號航空母艦及其伴隨的艦隊組成第77特遣艦隊，在沖繩海域會合之後前往朝鮮半島，於7月3日以艦載機對海州機場與平壤附近的機場和鐵路設施發動攻擊。特遣艦隊在7月18日抵達日本海的同時，繼續對地面的北朝鮮目標轟炸。釜山環形防禦圈戰役期間的8月16日，美軍轟炸機隊於防禦圈西部實施了大規模的倭館地毯式轟炸，與二戰諾曼第戰役期間的聖洛轟炸規模相仿。

### 聯軍的任務型態

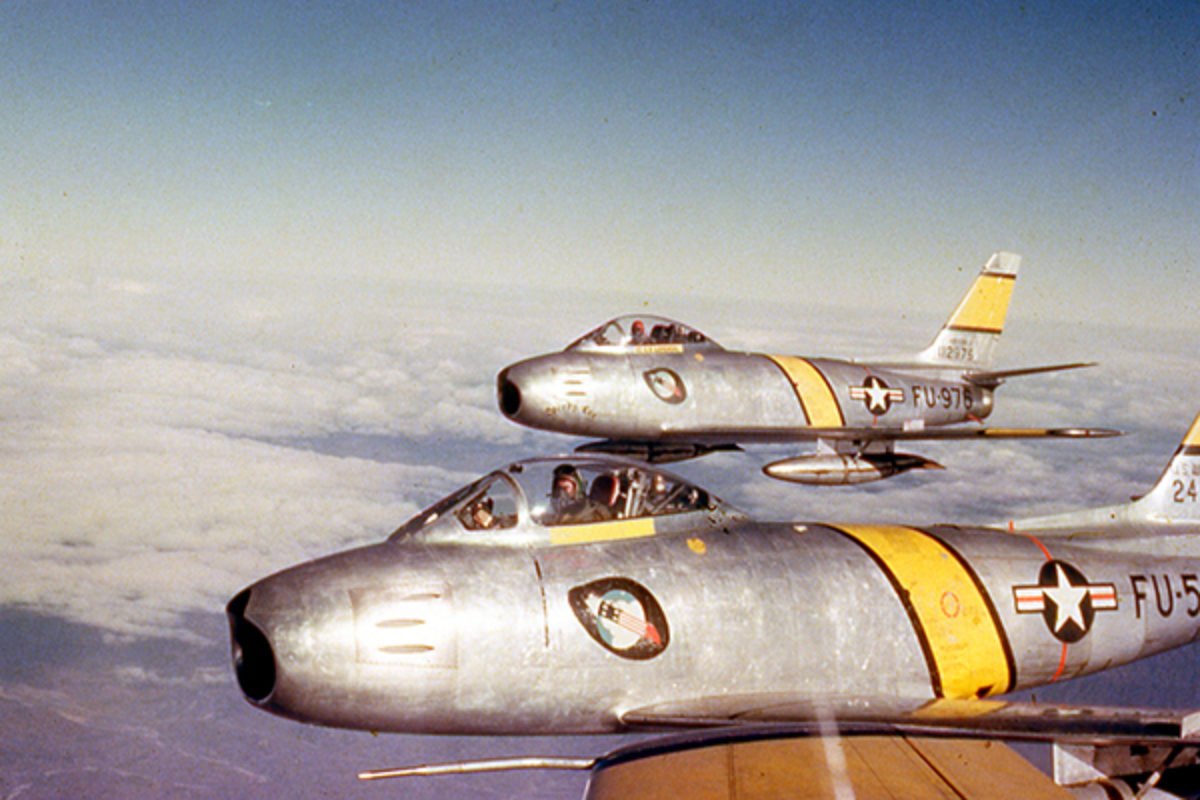
美国第336战斗机中队的兩架F-86E战斗机护航B-29轰炸朝鲜

聯軍的空中武力支援朝鮮半島的地面作戰形態主要有三類：轟炸北朝鮮戰略目標，對戰場周邊的運輸和集結進行阻絕，以及對陸軍單位的密接支援任務等。在这期间，1951年4月12日的“黑色星期四”，和1951年10月23日的“黑色星期二”战斗是较为著名的战例。 
1951年4月12日，3-4个中队36至48架B 29在近100架F 80与F 84掩护下，试图轰炸位于安东的两座鸭绿江大桥中的友谊桥，两桥此前均被炸断，其中友谊桥又被屡次修复。中苏出动约80架MiG 15拦截，其中30架mig15突破护航战机防线攻击B 29机群。3架B 29被当场击落，7架严重受损，轰炸任务中断。经此“黑色星期四”，美国空军暂停了近3个月的大型轰炸机轰炸。 
1951年10月23日，联合国军派出21架B-29在近200架喷气战机的掩护下，试图轰炸朝鲜北部位于Nasmi新建的野战机场。中苏共出动150架MiG 15拦截，44架苏联米格机延伸飞至米格走廊边缘，赶在第307轰炸中队与其它飞机集结前，对307中队的8架美国B-29轰炸机和1架领航B-29轰炸机围攻；护航的40多架F-84迟到4分钟，前导的31架F-86又被大量（60-100架）米格机牵制。结果307中队的9架B-29中、损失6架（四架被击落，两架飞回机场着陆但受伤过重而报废）、重伤一架，另F-84被击落一架。美军虽然也击落了两至三架米格机，但得不偿失。此后第4战斗机联队的所有F-86被集中到南韩的基地，不再轮调回日本。原来飞F-80C的第51联队换装为从本土运送75架F-86-E。其中两个中队（第16、25中队）在1951年12月上旬开始执行任务；第三个中队（第39中队）原来属于飞F-51的第18战斗轰炸机联队，则在1952年中才完成换装。[3] 
10月22日至27日的大规模空战中，5架B29被当场击落，6架严重受损，返航中坠毁或降落后报废，另有10余架受弹，影响到其后数十年的美空军战略布局，10月28日，美空军司令部下令，停止大型轰炸机集群日间战略性轰炸，将轰炸机使用改为夜间小批量战术支援；其后将战略攻击力量的重心由轰炸机集群转向核武器，并开始重视载弹量较少但更灵活的对地攻击机和多用途战机的作用。在朝鲜，美军试图以轰炸切断中国人民志愿军运输线的战略企图，最终未能实现。 

#### 戰場阻絕
聯軍计划利用空中的力量，癱瘓，摧毀北韓與中國志願軍使用的交通路線、運輸工具、物資囤積與儲存點，以軟化共產黨地面部隊的作戰能力。聯軍大致上將戰場阻絕作戰的部分區分為三個階段：
- 第一階段：1950年6月25日到1950年11月25日。期間包含朝鮮人民軍對韓展開攻勢，仁川登陸，聯軍接近鴨綠江與志願軍第一次戰役等。
- 第二階段：1950年11月25日到1951年7月10日。這段期間包含志願軍第二、第三、第四與第五次戰役，聯軍的殺手行動（英语：Operation Killer）等。聯軍的絞殺戰則處於第二與第三階段的轉折期。
- 第三階段：1951年7月10日到1953年7月27日。期間包含雙方戰線處於膠著狀態，直到停戰為止。[5]

#### 密接支援
聯軍擔任密接支援的主要飛機是F-80戰鬥機，受到早期噴射機耗油較大的影響，F-80從日本基地起飛之後，能夠停留在戰場的時間很有限，而且作戰半徑在攜帶火箭與翼端165美制加侖副油箱時僅有225英哩。再加上韓國的機場無法起降噴射戰鬥機，因此美國空軍決定將配屬於空中國民警衛隊與儲存的P-51戰鬥機徵招到朝鮮半島，並且將部分使用F-80戰鬥機的中隊轉換使用這些二戰的老兵。

#### 绞杀战
絞殺戰的名稱來自聯合國空軍部隊所規劃的戰場阻絕作戰Operation Strangle（這一個作戰名稱来自二戰時期的義大利戰區）。這一場作戰發生的時間包含在聯軍第二階段（1950年11月25日到1951年7月10日）和第三階段（1951年7月10日到1953年7月27日）的戰場阻絕作戰期間。由於作戰效果不佳，在經過檢討之後，於第三階段改變作戰方式。  
中方称为“反‘绞杀战’”，中方包含的時間起自聯軍Operation Strangle到第三階段聯軍對地阻絕作戰的中期。當時擔任美國第八軍司令的李奇微（Mathew Ridgway）认为“如果终止空中封锁交通线的活动，或者缩小这种活动的规模”，就会使中朝方军队“在一段比较短的时间内就能积聚起足够的补给品，从而有能力发动一次持续的、大规模的攻势”。以美国为首的联合国军计划用三个月时间全部摧毁朝鮮北部的铁路系统，使之“铁路运输陷于完全停顿的地步”。當時志愿军空军指挥官為刘亚楼，負責后勤指挥的是洪学智。
“绞杀战”第一阶段发生在1951年8月中旬—月底，联合国空军趁朝鲜北部发生特大洪水灾害，以轰炸铁路为主，日夜逐段轰炸铁路路基和反复轰炸铁路、桥梁，及轰炸维修队伍，并在重要桥梁、路线投掷定时炸弹、一触即爆的蝴蝶弹和四爪钉，阻碍车辆通行。18日轰炸全面展开。中朝方约8200多人在2100多公里的运输线上昼夜监视联合国军飞机活动做预警，同时加强疏散、伪装，设立假目标，真真假假，迷惑对方。在当月即将1100多车皮约合34000吨物资抢运到前线，中国官方宣称初步改善了当时短缺供应的状况，“比较圆满地完成了运输任务”。
第二阶段于9月—12月，联合国空军改以集中轰炸朝鲜北部咽喉部位交通线，即清川江以南的新安州、西浦、价川间铁路“三角地区”。并逐步再缩小轰炸范围，最后压缩到肃川至万城间铁路线上的里程桩“317”—“318”一公里地段及龙源里至泉洞间“29”公里处之一点上。九月下旬志愿军空军陆续投入战争，其威力很快迫使联合国空军的活动空域撤至清川江以南，并迫使B-29战略轰炸机从十月份起转入夜间活动。使中朝方军队地面部队针锋相对集中力量重点维护，加固、加宽、新修公路。在不能通的铁路段利用汽车、马车、人力车协运。创造性采取活动桥梁，白天移走，晚上移回。随炸随修，白天被炸晚上修复。
美军对战果表示不满：“凡是炸断了的铁路，很少是在二十四小时内未能修复的”，“对铁路实行‘绞杀作战’的效果是令人失望的”。在此阶段，据不完全统计，中朝方抢运过封锁区的作战物资达15,400多车皮。中朝方公路汽车运输能力较4月至8月提高75%以上，使前线开始有了粮弹储备。
1952年1月—6月，联合国空军改为重点和机动相结合，轰炸中朝鲜方铁路两头，封锁作战物资的来路和去路。中朝方采取以“以集中对集中，以机动对机动”的方针，4月，联合国空军被迫只轰炸清川江以北一头。汽车运输能力比1951年下半年提高了70％左右。汽车损坏率在第一季度降到2.3%，第二季度降至1.7%。
6月，联合国空军放弃“绞杀战”，美国第8集团军司令范佛里特在汉城记者招待会上称：“虽然联军的空军和海军尽了一切力量，企图阻断共产党的供应，然而共产党仍然以令人难以置信的顽强毅力，把物资运到前线，创造了惊人的奇迹。”。“绞杀战”后联合国空军集中力量破坏中朝方水电站、中朝方阵地前沿至纵深80公里地幅内厂矿、城镇和军队的仓库及指挥机关。

#### 中朝方的轰炸
志愿军曾經以空军和海军掩护陆军攻占了朝鲜西海岸的大和岛、小和岛等十多个岛屿，并在这一过程中三次轰炸大和岛，开创了解放軍夜间轰炸的先河。
第一次轟炸是在1951年11月6日，9架圖-2轟炸機在日間對島上的聯軍設施與建築進行轟炸。第二次是在1951年11月29日，也是第一次夜間轟炸任務。10架轟炸機對大和島上的目標投擲炸彈，但是未能命中任何地面目標。最後一次任務是在11月30日，9架轟炸機在日間透過志願軍的La-11戰鬥機護航再度進行轟炸。受到美軍334，335和336中隊F-86戰鬥機的攔截，中國方面的紀錄是損失8架飛機，被擊落4架Tu-2和3架La-11，另1架M米格15失蹤。美國方面的紀錄是擊落8架Tu-2，3架La-9（應是將La-11誤判為La-9），1架米格15。。

## 空對空作戰

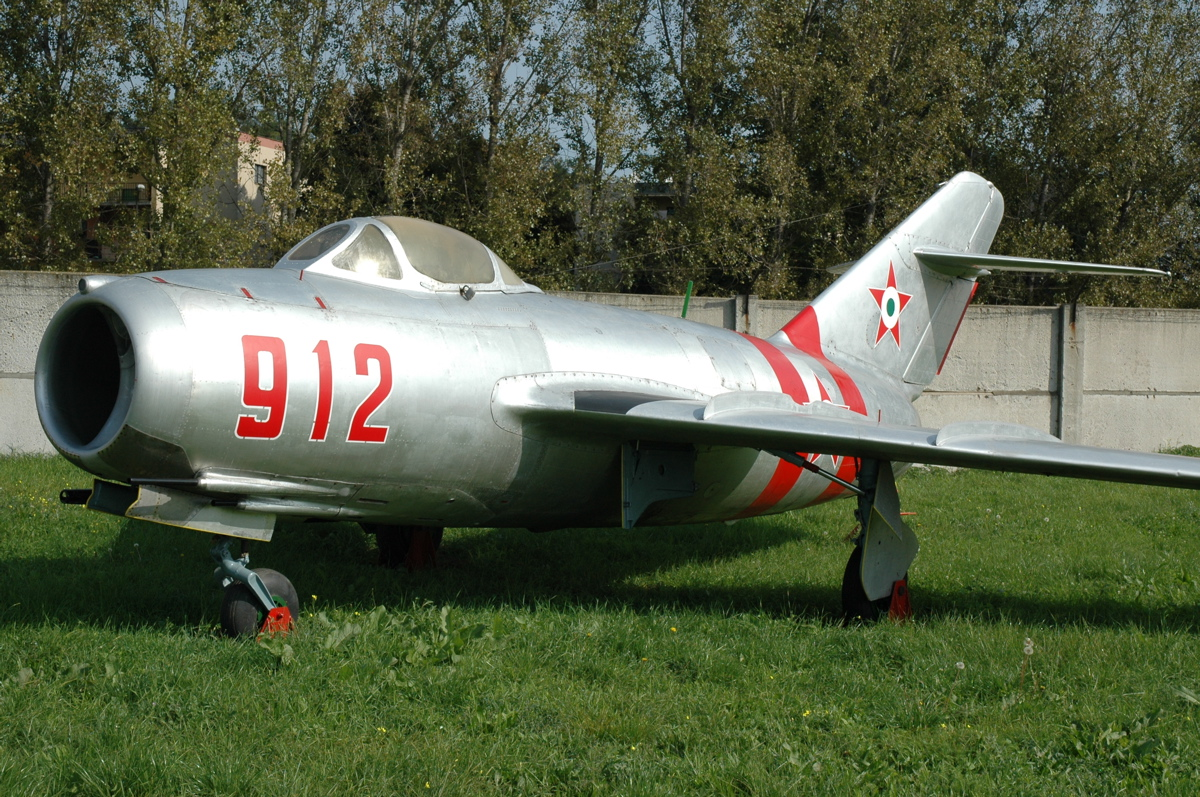
MiG-15戰鬥機

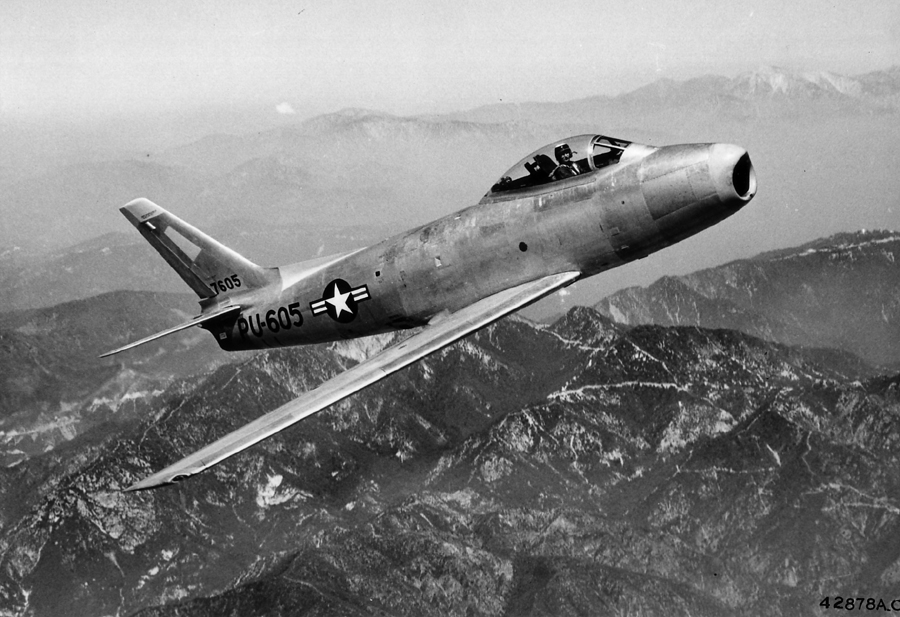
美國空軍F-86戰鬥機

空對空作戰是指朝鮮人民軍空軍，蘇聯空軍，中國志願軍空軍與聯軍空軍進行的各種空戰，包含戰鬥機之間，與攔截轟炸機與攻擊機的任務。大多數戰鬥機之間的戰鬥發生於白天，少部分發生於擔任護航的聯軍夜間戰鬥機與攔截聯軍轟炸機的MiG-15交戰。

### 初期
朝鮮空軍第一次出現在开战當天，4架由蘇聯提供的Yak-9戰鬥機掃射漢城（今首爾）附近的金浦機場。由於當時大韓民國並沒有裝備任何戰鬥機種，因此損失慘重，美國決定立刻由駐紮在日本的遠東空軍派出戰鬥機擔任保護與驅離的任務。
美軍派出的F-82戰鬥機在戰事爆發的第二天（6月26日）當地時間下午1：33時遭遇一架Yak-9的奇襲，雙方沒有任何損失或者是戰果。6月27日發生第一次雙方空中交戰的紀錄。根據美方的紀錄，當天一共有7架朝鮮空軍的戰鬥機在不同時間被美軍F-82與F-80戰鬥機擊落。
蘇聯空軍派遣的MiG-15戰鬥機進駐中國位於安東地區的機場之後，第一次被記錄到出現在戰場是在1950年11月1日。而第一次噴射機之間的空戰發生在該月的8日，交戰的機種是美國的F-80戰鬥機與蘇聯的MiG-15。

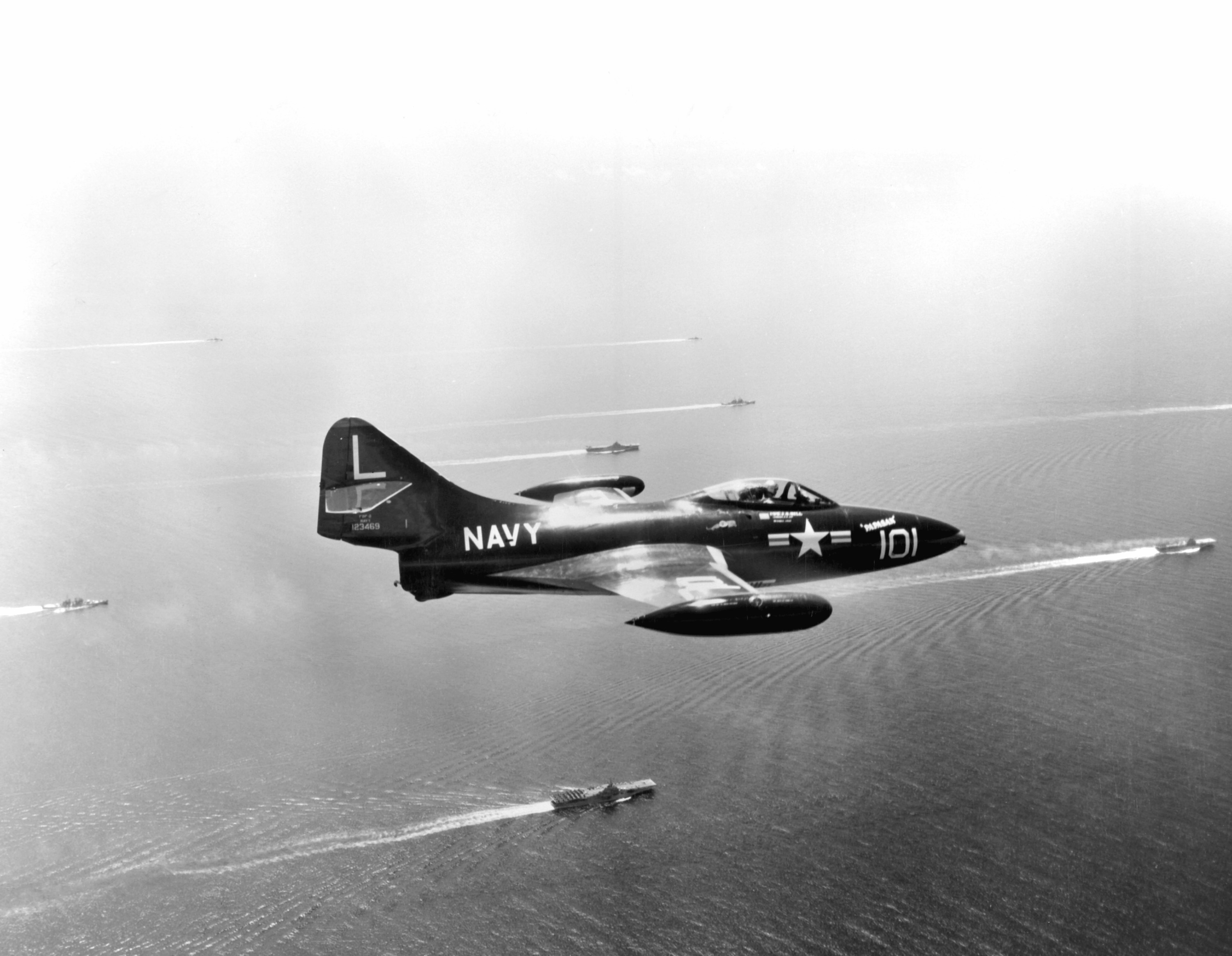
目前美俄雙方的紀錄當中可以確認的第一架噴射戰鬥機戰果是由美國海軍F9F戰鬥機所創下

冷戰結束以前，美國與蘇聯方面各自宣稱當天擊落對方一架戰鬥機，而本身無損失。透過1990年代美俄兩國公開韓戰時期的檔案資料比較的結果，都無法確認雙方對於當天戰果的宣稱。因此，歷史上第一次噴射戰鬥機空戰的確認擊落記錄是由美國海軍上尉William Thomas Amen於11月9日駕駛F9F戰鬥機擊落一架MiG-15。

### 苏军秘密加入

蘇聯空軍參戰部隊——第64航空隊隊旗。

蘇聯許多飛行員經歷過二次世界大戰的洗禮，作戰經驗豐富。韓戰期間，蘇聯空軍曾經編成「第64航空隊」、派駐中國東北部，以鞍山機場:194、安東機場作為基地:199，這些機場距離鴨綠江很近，在航程上比起前期要從日本起飛的美軍戰機佔上許多便宜。此外，美軍明文禁止空軍單位進入中國境內轟炸或者是掃蕩，雖然追擊，在機場上挑戰或者是小規模轟炸的事件曾经發生，然而絕大多數的時間這些機場的飛機可以自由起降與集結。美軍飛行員曾經在訪談中提到他們在鴨綠江附近空域巡邏時能夠遠遠看到機場的飛機循序起飛，集節編隊完畢之後以高度優勢進行空戰。 
在史達林要求嚴格保密和二战时苏联对于俘虏态度的影响下，有蘇聯飛行員选择自殺而不是被俘，聯軍其實自蘇聯加入空戰的行列之後，很快自監聽無線電通訊當中知道蘇聯的介入，不過整個韓戰期間聯軍方面也選擇緘默的態度。

### 米格走廊

「米格走廊」區域

“米格走廊”区域

米格走廊是朝鲜战争时期一历史名词，是美国空军对朝鲜民主主义人民共和国西北部鸭绿江入黄海口的附近一带地区称谓，而非一次作战行动的名称。在朝鲜战争中，因在此地美军的F-86军刀战斗机多次与苏联的米格-15发生遭遇战，因而得名。这是历史上第一次出现大规模喷气式飞机对战的地方，所以米格走廊也被视为喷气式飞机战争的发源地。

## 统计
苏联方面的資料統計他們一共有60450日間和2779夜間架次。中國方面的資料統計志願軍空軍在戰爭中共出動起飛2457批26491架次。綜合其他來源的統計是一共出動86000到90000架次，其中3000架次是夜間任務。
聯軍方面遠東空軍出动720980架次，海軍為16752架次，海軍陸戰隊则出動107303架次，另外英國协助出动了22000架次。
由任務來區分遠東空軍的飛行架次則是：
| 任務     | 架次   |
| -------- | ------ |
| 戰場阻絕 | 192581 |
| 密接支援 | 57665  |
| 拦截     | 66997  |
| 空優任務 | 181659 |
| 其他     | 222078 |

### 纪录归属争议
志愿军空军宣稱飛行員張積慧击落美军著名飞行员戴维斯，不过，此次事件还存在一些争议，通过近年公開的資料比較，又有蘇聯第97攔截機師第148近衛攔截機團的米哈伊爾·艾文（Михаил Аверин；）中尉宣稱擊落的一架F-86的過程比較接近美方的紀錄。此外，中國方面過去並未公開當時參加空戰的張積慧與僚機單志玉也被擊落的資料（當日中方宣稱自己損失3架）。不过，中方宣稱，当日上午只有志愿军空军在清川江上空巡逻，而且宣稱戴维斯座机遗骸仅距离张积慧跳伞地点500米，然而戴維斯的僚機的照相槍資料無法證明有擊落敵機的紀錄，在當日僅有兩架F-86參戰的情況下，美方和中方損失的共4架飛機的紀錄歸屬，還有許多疑點。
中国也称韩德彩击落了费席尔并且说他们曾经会过面，但是费本人始终认为是苏联人击落的他并且回忆到战争结束后才知道韩德彩击落的说法，而且说他当天起飞后发现他的瞄准器有问题。费于1994年到乌克兰找到当年的苏联飞行员，证实了他被苏联軍击落前曾击落过米格机。

## 延伸阅读
- 胡海波, , 黄河出版社, 2009年2月  [2024-10-30], ISBN 978-7-5460-0031-2, （原始内容存档于2024-12-25）
- Werrell, Kenneth P.， Sabers over MiG Alley， USNI，ISBN 1591149339。
- Richard H. Kohn and Joseph P. Harahan，Air Interdiction in World War II, Korea, and Vietnam: An Interview with General Earle E. Partridge, General Jacob E. Smart, and General John W. Vogt, Jr.，USAF，1986，ISBN 091279934X
- General William W. Momyer，Air Power in Three Wars (World War II, Korea, Vietnam) ，USAF，1985
- Richard H. Kohn and Joseph P. Harahan， Air Superiority in World War II and Korea， USAF，1983，ISBN 0912799005
- Cecil G. Foster and David Kirk Vaughan，Mig Alley to Mu Ghia Pass: Memoirs of a Korean War Ace，McFarland & Company，2001，ISBN 0786409959
- John R. Bruning，Crimson Sky: The Air Battle for Korea，Potomac Books Inc，2005，ISBN 1574888412
- Y'Blood, William T., , Air Force History and Museums Program, 2002, ISBN 9780160510687
- Jackson, Robert, , Motorbooks International, 1998, ISBN 9780760305515
- Cull Brian and Newton Denis."With the Yanks in Korea.Volume One".Grub Street 2000.ISBN 1-902304-49-7
- Francillon René."Dans les Cieux de Chosen".Air Fan No.317 April 2005
- Gordon Yefim and Davison Peter."Mikoyan Gurevitch MiG-15 FAGOT".Speciality Press Publishers and Wholesalers. 2004.ISBN 1-58007-081-7
- Krylov, Leonid and Tepsurkaev, Yuriy. Soviet MiG-15 Aces of the Korean War. Botley, Oxford, UK: Osprey Publications, 2008. ISBN 1-84603-299-7.
- Kum-Suk, No and Osterholm, J. Roger. A MiG-15 to Freedom: Memoir of the Wartime North Korean Defector Who First Delivered the Secret Fighter Jet to the Americans in 1953. McFarland & Co. Publishers, 1996.
- Mesko, Jim. Air War over Korea. Carrollton, Texas: Squadron/Signal Publications Inc., 2000. ISBN 0-89747-415-5.
- Thompson, Warren, , Wings of Fame（英语：Wings of Fame (magazine)）, vol. 1 (London: Aerospace Publishing), 1995-11  [2024-10-30], 原始内容存档于2016-08-18
- Thompson, Warren. "F-86 Sabre Aces of the 4th Fighter Wing". Botley, Oxford, UK: Osprey Publications, 2006. ISBN 1-84176-996-7.
- Thompson, Warren. "F-86 Sabre Aces of the 51st Fighter Wing". Botley, Oxford, UK: Osprey Publications, 2006. ISBN 1-84176-995-7.
- Thompson, Warren. "F-86 Sabre Aces of the 4th Fighter Interceptor Wing". Botley, Oxford, UK: Osprey Publications, 2002. ISBN 1-84176-287-3.
- Thompson, Warren. "Korea The Air War". London, W1X 9DA, UK: Osprey Publishing Ltd, 1988. ISBN 1-85532-234-X.
- Thompson, Warren, Dorr Robert. "Korean Air War". St Paul, MN, USA : Motorbooks International, 2003. ISBN 0-7603-1511-6.
- Xiaoming, Zhang（張曉明）."Red Wings Over the Yalu".Texas A&M University Press-College Station 2002. ISBN 1-58544-201-1

## 外部連結
- Yevgeni Pepelyayev: A Red Predator over "MiG Alley"
- Korean War Aces - USAF F-86 Sabre jet pilots
- Soviet View of the War in Korea （页面存档备份，存于）
- Russian Claims from the Korean War 1950-53
- A Short Observation on the DPRK Air Forces from 1948 to 1996
- Aircraft type - lost list
- Korean War Aircraft Loss Database （页面存档备份，存于）
- USAF K-Sites in Korea （页面存档备份，存于）
- Korean War Working Group （页面存档备份，存于）